# Enigma (programma televisivo)
Enigma è stato un programma televisivo italiano di approfondimento storico, andato in onda su Rai 3 tra il 2002 e il 2009, che si proponeva di cercare di fare luce sui misteri del passato.

## Il programma
Concepito da Francesco Cirafici, Stefano Rizzelli e Andrea Vianello, con la regia di Andrea Bevilacqua, il programma è stato condotto per due edizioni dallo stesso Andrea Vianello (dal 2002 al 2005) e successivamente da Corrado Augias (dal 2005 al 2009).
Nella prima edizione la trasmissione trattava temi importanti della storia del Novecento: dallo sbarco sulla Luna all'ultimo giorno al bunker della Cancelleria tedesca ai Protocolli dei Savi di Sion.
Nella seconda edizione, con la conduzione di Augias, il programma ha analizzato i periodi storici tramite le biografie di alcuni importanti personaggi (come Jack lo Squartatore e Gianni Versace).
Nel 2006 e 2007 il programma s'è diviso in due parti. 
Nella prima serie il programma andava in onda in seconda serata indagando con solo due ospiti in studio in un "confronto finale" su storie particolari come quelle di Ernesto Guevara, Gustavo Rol, Roberto Calvi. 
Nella serie di prima serata le puntate si sono concentrate, invece, specificamente su figure femminili (Marilyn Monroe, Jacqueline Kennedy, la Madonna di Medjugorje, Diana Spencer) con molti ospiti in studio per analizzare il personaggio sotto ogni punto di vista.
Alcuni cambiamenti sono stati inoltre adottati nell'edizione 2009 del programma.
Ogni puntata in prima serata è stata divisa in due parti, ognuna delle quali trattante temi di diverso argomento, anche non correlati: dal triplice delitto in Vaticano alla misteriosa morte di Jörg Haider, dal figlio segreto di Mussolini alla incredibile vita di Coco Chanel, passando per i messaggi nascosti nella Cappella Sistina e la vera storia della caccia alle streghe.

## Elenco puntate

### Edizione 2002
- La vita di Gesù Cristo - 13 dicembre 2002

### Edizione 2003
- Le ultime ore nel bunker di Hitler - 17 gennaio 2003
- Il mistero di Fatima - 24 gennaio 2003
- La morte di Benito Mussolini - 31 gennaio 2003
- Lo sbarco sulla Luna - 7 febbraio 2003
- Il segreto di Fatima - 14 febbraio 2003
- Palmiro Togliatti - 21 febbraio 2003
- La scomparsa di Luigi Tenco - 28 febbraio 2003
- Morte e resurrezione - 11 aprile 2003
- Il mistero di Rudolf Hess, il delfino del Führer - 25 aprile 2003
- Il delitto Matteotti - 1º maggio 2003
- Allarme virus - 9 maggio 2003
- I misteri di Bin Laden - 16 maggio 2003

### Edizione 2004
- L'Apocalisse - 5 gennaio 2004
- L'antisemitismo - 16 gennaio 2004
- Le alleanze e le politiche della Chiesa cattolica - 23 gennaio 2004
- La cattura di Saddam - 30 gennaio 2004
- Il mistero della scomparsa di Emanuela Orlandi - 6 febbraio 2004
- Le foibe - 13 febbraio 2004
- Servizi segreti sotto accusa - 19 febbraio 2004
- Esorcisti, psichiatri e il diavolo - 27 febbraio 2004
- Passione, morte e resurrezione di Gesù di Nazareth - 5 marzo 2004
- Il rapimento di Moro - 16 marzo 2004[2]

### Edizione 2005
- Jack lo Squartatore - 10 giugno 2005
- Lady Diana - 17 giugno 2005
- La morte di Raul Gardini - 24 giugno 2005
- Anastasia - 1º luglio 2005
- Il delitto Versace - 15 luglio 2005
- Soraya - 22 luglio 2005
- Claretta Petacci - 29 luglio 2005
- Sacco e Vanzetti - 5 agosto 2005
- Evita Perón - 12 agosto 2005
- Cleopatra - 19 agosto 2005
- Il mostro di Lochness - 26 agosto 2005

### Edizione 2006
Prima serata
- Vanna Marchi - 9 giugno 2006
- Edda Ciano - 16 giugno 2006
- Marilyn Monroe - 23 giugno 2006
- Fatima - 7 luglio 2006
- Lady Diana - 21 luglio 2006

Seconda serata
- L'aereo sul Pentagono - 13 luglio 2006
- Il vangelo di Giuda - 20 luglio 2006
- Pacciani. Il Mostro di Firenze - 27 luglio 2006
- Bernardo Provenzano - 3 agosto 2006
- Il mistero Calvi - 10 agosto 2006

### Edizione 2007
Seconda serata
- Il mistero Gesù - 7 marzo 2007
- Salvatore Giuliano, un enigma tutto da risolvere - 14 marzo 2007
- Che Guevara, un mito e tanti misteri - 21 marzo 2007
- Gustavo Rol e i misteri di Torino - 28 marzo 2007
- Bruno Pontecorvo, un Enigma sopravvissuto alla guerra fredda - 4 aprile 2007
- I perché delle scelte di Emmanuel Milingo - 11 aprile 2007
- I dubbi irrisolti del processo a Gesù - 18 aprile 2007
- La caccia agli ultimi criminali nazisti - 25 aprile 2007
- Pio La Torre - 2 maggio 2007

Prima serata
- Il caso Natascha Kampusch - 8 giugno 2007
- I misteri di Medjugore - 15 giugno 2007
- I misteri della morte e della vita di Moana Pozzi - 22 giugno 2007
- Sharon Tate e Satana Manson. Misteri di un massacro - 29 giugno 2007
- Jackie, la donna che visse due volte - 6 luglio 2007
- Lady D tra favola, misteri e tragedie - 20 luglio 2007

Seconda serata
- Hitler e le donne - 4 ottobre 2007
- Il mistero Gesù tra storia e fede - 11 ottobre 2007
- Mussolini, sesso e potere - 18 ottobre 2007
- La favola triste di Soraya - 25 ottobre 2007
- Caporetto - 1º novembre 2007
- Grace Kelly, ombre sul mito - 8 novembre 2007
- L'operazione Odessa e il mistero Hitler - 15 novembre 2007
- Leonardo: i segreti di un genio - 22 novembre 2007

### Edizione 2008
- Aldo Moro trent'anni dopo, veri e falsi misteri - 5 marzo 2008
- Le Sette Sataniche, il Diavolo tra noi - 6 giugno 2008
- Sissi e Lady D, due vite, un destino - 13 giugno 2008
- Il caso Gucci, un delitto nella Milano da bere - 20 giugno 2008
- Mafalda di Savoia, una principessa nel lager nazista - 27 giugno 2008
- Santoni d'Italia: la chiesa e la religiosità popolare - 4 luglio 2008
- Tris Di Donne: Anna Nicole Smith, Leni Riefensthal e Maria Callas - 18 luglio 2008

### Edizione 2009
- Delitto in Vaticano - 12 giugno 2009
- "All you need is love...Beatles" - Wallis Simpson - 19 giugno 2009
- Streghe e Mistiche - 26 giugno 2009
- La misteriosa morte di Haider e il figlio segreto di Mussolini - 3 luglio 2009
- Maria Josè - I segreti della Cappella Sistina - 24 luglio 2009
- Coco Chanel - La vita oltre la terra - 31 luglio 2009

## Musiche
La sigla del programma è costituita da una parte del noto brano musicale A Kaleidoscope Of Mathematics del compositore statunitense James Horner, appartenente alla colonna sonora del film A Beautiful Mind.